# SMT Goupil
Pour les articles homonymes, voir SMT et Goupil.
SMT Goupil (SMT pour Société de micro-informatique et télécommunication) était une entreprise française spécialisée dans l'informatique, créée en 1979 par Claude Perdrillat, précédemment cadre supérieur à la direction générale des Télécommunications.
Durant les années 1980, la société Goupil a produit de nombreux micro-ordinateurs, essentiellement à destination des administrations françaises. Ce marché, largement assuré à la société par le carnet d'adresses de son fondateur, s'écroule à la fin des années 1980 avec l'apparition de restrictions budgétaires drastiques dans le secteur public français et de rivaux technologiques plus compétitifs et agressifs. Ses principaux concurrents de l'époque sont IBM, Apple et Olivetti.
En 1985 l'entreprise entre en bourse sans cotation en affirmant détenir 15 % du marché du micro-ordinateur en France, et ce malgré un endettement important de 40 millions de francs.
En 1986, la direction de l'entreprise procède à un rachat d'entreprise par ses salariés (RES), par lequel elle cède les parts de l'entreprise à ses salariés. Ces derniers détiennent 51 % de la société holding. 
En janvier 1990, Goupil affirme détenir 18 % du marché des micro-ordinateurs professionnels en France. La société déclare un chiffre d'affaires de 1,2 milliard de francs. En février 1991 l'entreprise renforce son activité de maintenance informatique et rachète à Métrologie International la société Métroservice, avec le soutien du Crédit Lyonnais dont Goupil venait de prendre 22 % des parts de Tasq, sa filiale de maintenance.
Mais la société dépose le bilan en juin 1991 ; les livres de compte trahissent un endettement de 700 millions de francs, camouflé par les dirigeants, et un chiffre d'affaires réel de 830 millions de francs en 1990, artificiellement majoré.
Face à un tel endettement, des constructeurs européens tels Olivetti et Siemens renoncent à reprendre l'entreprise. Le 11 juillet, la société est mise en liquidation. Elle comptait à ce moment 750 salariés. 

## Produits fabriqués
Les premiers ordinateurs Goupil G1 et G2 offraient une architecture prometteuse, avec l'intégration du processeur Motorola 6808 couplé au système d'exploitation FLEX (en). Les machines affichaient un design sobre et intégré aux couleurs particulières, bleu ardoise et rouge. 
Le G3 étendra le domaine de compatibilité, pour conquérir des marchés étrangers, en accueillant jusqu'à deux processeurs à la fois (sélectionné au démarrage par un interrupteur) parmi trois choix, les très courants Motorola 6809, Zilog Z80 et Intel 8088. Outre le système d'exploitation FLEX 9 (déclinaison de FLEX pour 6809), la machine pouvait tourner sous UniFLEX (en), MS-DOS, CP/M et UCSD Pascal. Le boîtier gris foncé, dessiné par le designer Roger Tallon, intégrait sous forme modulaire un écran monochrome de 12 pouces, deux lecteurs de disquette 5.25", et une unité centrale ayant un fond de panier pouvant accueillir 7 ou 12 cartes électroniques au format Goupil selon la configuration. Le G3 pouvait aussi être connecté à un double lecteur de disquettes 8". SMT déclinera une version dédiée au système MS-DOS, appelée G3-PC, dotée d'une carte 8088 plus rapide. Cette dernière sera entre autres utilisée dans le contexte du plan informatique pour tous lancé en 1985 par le gouvernement français et visant à déployer un grand nombre d'ordinateurs dans les écoles. 
Les machines suivantes, à partir du G4, chercheront la compatibilité avec le système IBM, acteur principal dans l'équipement des administrations. 
- 1979 : Goupil G1, ordinateur de bureau doté d'un coupleur acoustique
- 1981 : Goupil G2, ordinateur de bureau
- 1983 : Goupil G3, ordinateur de bureau à multiples configurations
- 1985 : Goupil G4, ordinateur de bureau compatible PC dérivé de l'ordinateur MAD-1 américain
- 1986 : Goupil G40, version du G4 pour un usage serveur, mais gardant un format bureau
- 1986 : Goupil Club, ordinateur portable compatible PC Kaypro 2000 vendu sous licence
- 1988 : Goupil G5, ordinateur de bureau compatible PC
- 1988 : Goupil Golf, ordinateur transportable compatible PC
- 1990 : Goupil G50, version du G5 en format tour pour un usage serveur
- 1990 : Goupil G100, serveur UNIX conçu initialement par SFENA, caractérisé par des coprocesseurs d'entrée-sortie
- 1991 : Goupil G6, ordinateur de bureau compatible PC
- 1991 : Goupil TOP, ordinateur portable avec écran LCD rétroéclairé de 10" sous Dos 5.0 (et Window 3.1 installé ultérieurement), proposé en 2 versions: TOP (80286 à 12.5 Mhz) & TOP SX (80386 SX à 20 Mhz) , les 2 avec disque dur de 20 Mo

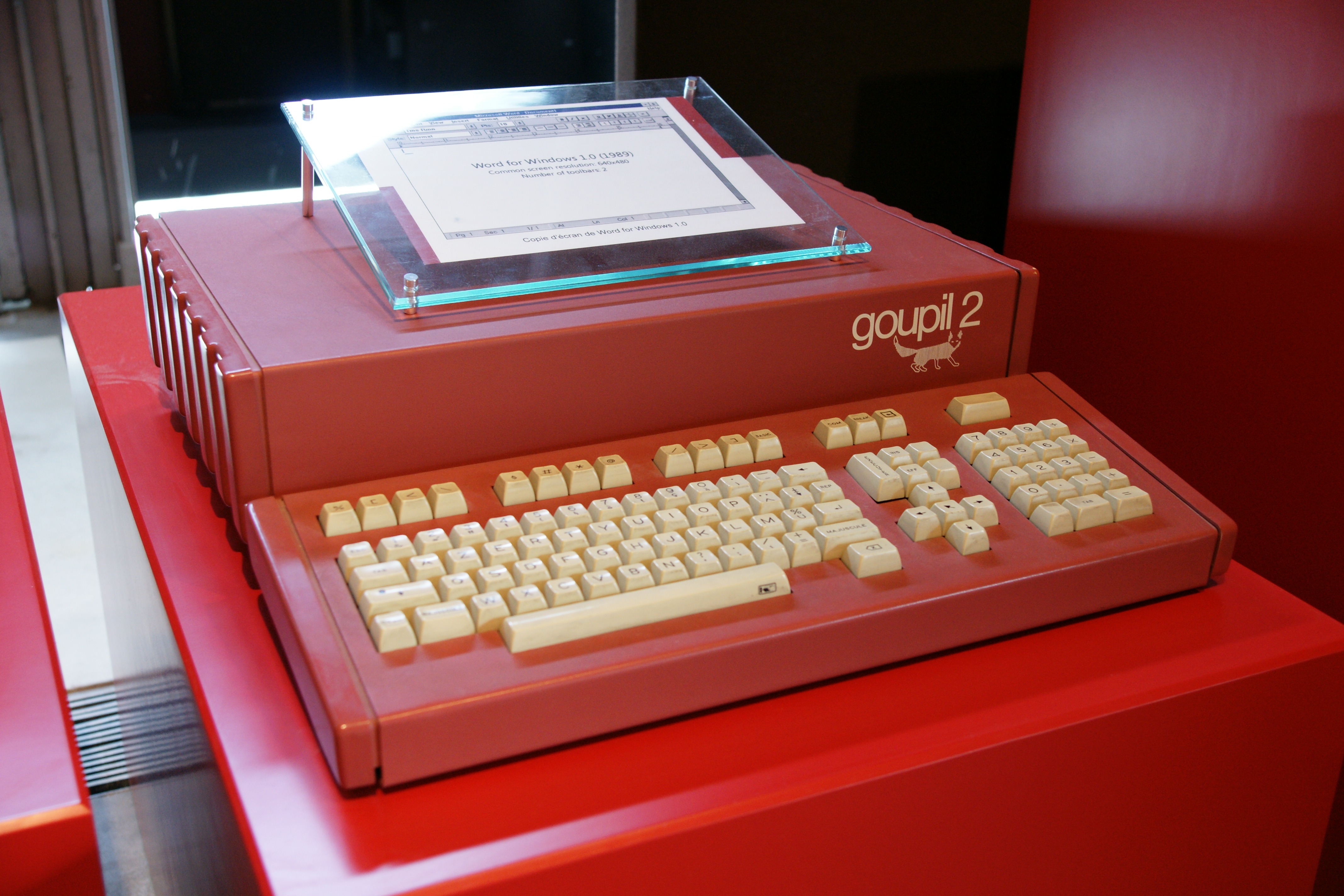
Goupil G2 exposé à l'ancien Musée de l'Informatique.
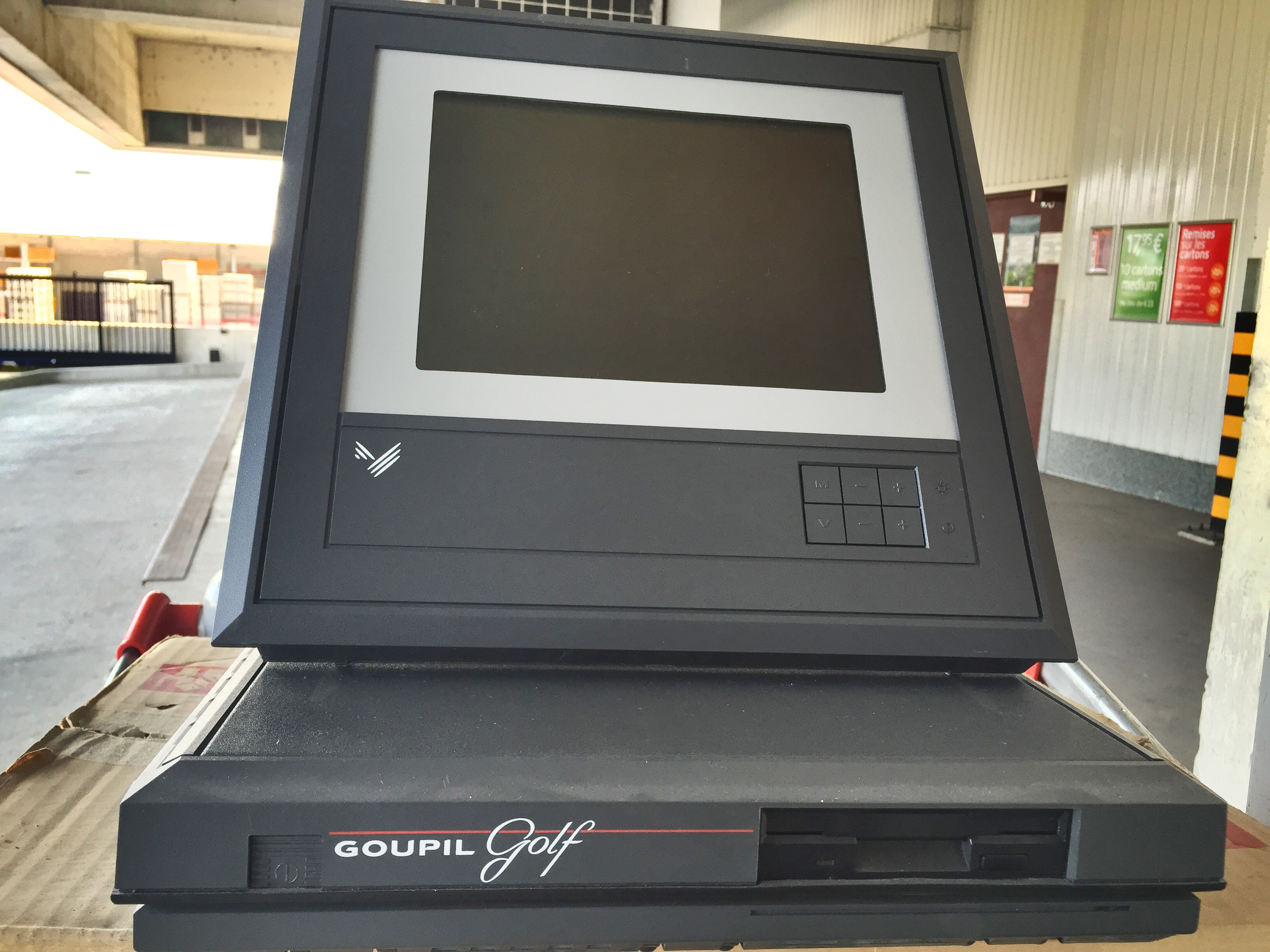
Goupil Golf.